# Kinich Ahau

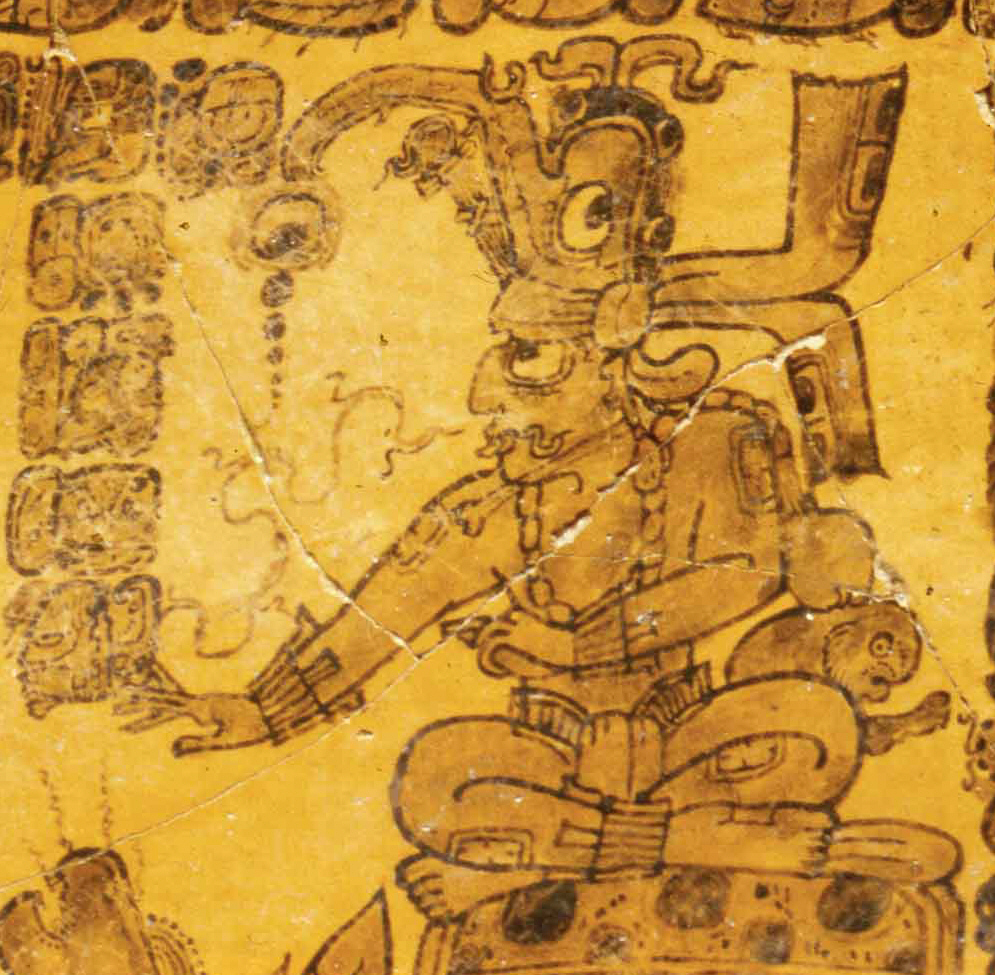

Señor del ojo del sol. En la mitología maya, Kinich Ahau era el dios del Sol y patrono de la música y la poesía; estaba casado con Ixchel, la Luna. Se le considera una de las advocaciones de Itzamná o Zamná. También se le vincula con Kinich Kakmó. Es el dios G de acuerdo con la clasificación del investigador alemán Paul Schellhas.
Era el gobernante de los dioses, y como tal solucionaba los problemas y distribuía las tierras entre los diferentes pueblos.
Los sacerdotes de sus templos recibían el nombre de Ah Kin, los del Sol y del Tiempo, y profetizaban el futuro de los hombres.

## Etimología
El nombre de Kinich Ahau proviene de tres palabras: K'iin (Sol), ich (rostro, ojos) y ajaw (sacerdote, señor, rey): El señor de rostro u ojos de sol.

## Testimonios
- Urna funeraria maya Kinich Ahau, urna de arcilla conservada en el Museo de América (Madrid).
- Hay estelas en las que se le representa como sol de mediodía, al igual que en el Códice de Dresde.
- Hay representaciones suyas talladas en piedra junto a los templos (como en el Templo del Sol de Palenque), en códices y en vasos de cerámica.
- En Cancún se estudia un yacimiento arqueológico llamado Grupo Kinich Ahau.
- En el sitio arqueológico de Dos Pilas se han identificado representaciones del dios K'inich Ajaw, deidad asociada con el Sol en la cosmovisión maya.